# Феодора (візантійська імператриця)
Феодора (грец. Θεοδώρα, 985 — 31 серпня 1056, Константинополь) — правляча візантійська імператриця з 11 січня 1055 до 31 серпня 1056 року.
Феодора після смерті свого батька Костянтина VIII у 1028 була проголошена співімператрицею зі старшою сестрою Зоєю та її чоловіком Романом III. Але вже у 1030 році Зоя розпорядилася вигнати Феодору з палацу, а потім її змусили піти в черниці до монастиря. 21 квітня 1042 року Зоя позбавлена влади і послана в черниці за розпорядженням її пасинка Михайла V.
Після цього, в ході повстання, що піднялося в столиці, Феодора знову проголошена імператрицею за підтримки патріарха Олексія Студита. Однак повстання тривало лише кілька днів. Втеча і засліплення Михайла V остаточно затвердили престол за обома сестрами, які з квітня по червень 1042 року правили самостійно, а вже з 11 червня 1042 року разом із співправителем і третім чоловіком Зої — Костянтином IX Мономахом.
Після смерті Зої у 1050 році й Костянтина IX у 1055 році, Феодора, на той час сімдесятирічна, займає трон вдруге. Однак правила одноосібно вона недовго. Оскільки Феодора була бездітною, то призначила своїм наступником Михайла VI. З її царюванням закінчується 189-річна історія Македонської династії на візантійському престолі.
Вшанована на Поверсі спадщини Джуді Чикаго.